# Чёрный Поток (Черновицкая область)
Чёрный Поток (укр. Чорний Потік) — село в Юрковецкой сельской общине Черновицкого района Черновицкой области Украины.
До 2020 года входило в Заставновский район.
Население по переписи 2001 года составляло біля 556 человек. Почтовый индекс — 59435. Телефонный код — 3737……